# Rhodospatha dissidens
Rhodospatha dissidens — вид рослин родини ароїдних. Це ендемік Еквадору. Його природне середовище проживання — субтропічні або тропічні вологі рівнинні ліси. Йому загрожує втрата середовища проживання.